# 1911년 몽골 혁명
1911년 몽골 혁명은 신해혁명 기간 동안 외몽골 지역이 만주족이 이끄는 청나라로부터 독립을 선언하며 발생했다. 경제적 어려움과 서구 제국주의에 저항하지 못하는 상황을 포함한 여러 요인들이 중국의 많은 사람들을 청나라 정부에 불만을 품게 만들었다. 몽골을 한족으로 정착시키고 원주민을 동화시키려는 새로운 프로그램이 공개되자, 몽골은 청나라로부터 독립하게 되는 저항에 직면했다. 많은 바르가와 내몽골 자치구 족장들이 혁명을 도왔고 혁명의 지도자가 되었다.

## 배경

1911년 청나라 내 외몽골.

20세기 초 몽골은 빈곤했다. 주요 원인은 태평천국의 난 (1850~1864)의 여파였다. 반란 중 중국 남부의 세금 수입 손실과 진압 비용으로 청나라의 재정은 고갈되었다. 관습적으로 가축 대신 은이 세금 납부의 주요 수단이 되었다. 몽골인들에게 은의 주요 공급원은 한족 상인들의 대출이었다. 이 대출은 엄청난 이자율로 가축으로 상환되었으며, 그 가축은 다시 중국 본토로 수출되었다. 그 결과 몽골인들의 생계가 달려 있던 가축 수가 재앙적으로 감소했다.
해체되는 경제, 늘어나는 부채, 증가하는 세금 요구는 몽골 사회 및 정치 불안의 요인이었다. 그러나 반란의 동기를 제공한 것은 외몽골을 변화시키려는 청나라의 계획이었다.

## "신정"
청나라 (1644~1912)는 오늘날의 둥베이 (또한 만주로 알려져 있음)에 있는 아이신 기오로 만주족 씨족에 의해 건국되었다. 그들은 모든 중국을 통치한 최초의 비한족은 아니었지만, 이전 왕조들의 운명은 항상 같았다. 그들은 침략했고, 통치했으며, 동화되었고, 결국 다소 중국인이 되었다. 만주족의 민족적 순수성을 지키기 위한 노력이 있었지만, 이러한 노력은 수포로 돌아갔다. 초기 청나라 통치자들은 만주를 중국 본토 (18개 성)와 몽골로부터 고립시키기 위한 다양한 법률을 제정했다. 그들은 몽골인들에게도 동일하게 적용했다. 한족은 몽골에 들어오는 것이 금지되었고 몽골인들은 자신들의 리그 밖으로 여행하는 것이 허용되지 않았다. 몽골인들은 중국어를 사용하거나 한족과 통혼하는 것이 금지되었다. 시간이 지남에 따라 시행은 약화되었지만, 법률은 여전히 법전에 남아 최소한의 의무를 지켰다.
19세기 후반 중국 내 서구 제국주의는 중국의 정치적 우선순위를 변화시켰다. 1895년 일본에게 청나라가 패배한 것(청일 전쟁)은 얼마 후 독일의 산둥성 점령과 뒤이은 "이권 다툼"으로 이어져 서구에 저항하려는 이전 청나라의 노력이 부적절했음을 극적으로 증명했다. 의화단 운동, 특히 1905년 일본의 러시아에 대한 승리는 중국에서 입헌주의가 전제주의에 승리한 것으로 널리 해석되었다. 이때 "신정" 또는 "청말신정" (Xin zheng)으로 알려진 광범위한 경제, 정치, 군사 개혁이 명령되었다.
그러나 외몽골에서는 신정이 상당히 다르게 시행되었다. 목표는 한족 영토에서처럼 단순히 근대화가 아니라 문화 동화였다. 1898년 러시아의 랴오둥반도 점령과 1900년 북만주 점령은 청나라 정부의 제국 북부 국경 전체에 대한 러시아의 더 큰 의도에 대한 두려움을 확인시켜 주었다. 청나라 통치자들은 그들의 국가가 통합된 실체로서 계속 존속하려면 국경이 중국 본토에 대한 보호 "방패"(당시의 언어로) 역할을 효과적으로 수행해야 한다고 믿게 되었다. 이를 달성하기 위해 이 지역에 거주하는 민족들은 중국인이 되어야 했다.
따라서 1901년에서 1910년 사이에 청나라 정부는 변경 지역에 대한 중국인 식민화와 원주민 정부 재편을 위한 광범위한 계획을 시작했다(비록 내몽골 자치구 지역에 대한 중국인의 식민화는 훨씬 일찍 시작되었지만). 1910년에는 외몽골에 중국인 정착, 중국인과 몽골인 통혼, 몽골인 중국어 사용 금지 등 오래된 금지령을 폐지하는 법령이 내려졌다. 이는 만주족이 수 세기 전에 세웠던 고립의 벽을 허무는 마지막 단계였다.

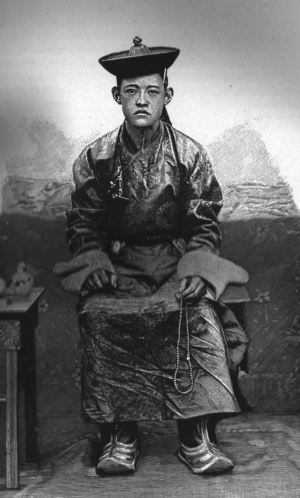
제쮠담바 후툭투

1910년 초, 청나라 정부는 몽골인 자신이자 구이화의 전 부총독이었던 산도(또는 산도와)를 우르가(현대 울란바토르) 수도의 몽골 총독으로 임명하여 신정을 시행하게 했다. 그는 즉시 군사, 세금, 경찰, 정부 및 상업과 같은 문제를 감독할 20개의 사무소를 조직하기 시작했다. 중국인 농부들과 함께 몽골을 식민화하기 위한 계획이 세워졌다. 1911년 1월, 탕자이리 중령이 몽골 군대 조직을 감독하기 위해 도착했는데, 몽골 군대의 절반은 몽골 유목민으로 구성될 예정이었다. 우르가 근처에 400개의 방을 갖춘 막사가 세워졌다. 몽골인들은 이 모든 것에서 자신들의 생존에 대한 위협을 보았다. 그들의 절망감은 청나라 정부에 대한 탄원에 반영되었다: "반복적으로 발행된 많은 지침들 중 몽골인들에게 이로운 것은 하나도 없습니다. 결과적으로, 우리는 모두 옛 방식대로 살 수 있도록 허용되기를 바랍니다." 탕자이리 스태프와 군 호위병의 오만함과 잔혹함도 도움이 되지 않았다.

## 몽골의 저항
산도가 도착한 지 한 달도 채 되지 않아, 우르가에 있는 중국인 목공소에서 몇몇 술 취한 라마 (불교 승려)와 중국인 사이에 싸움이 일어났다. 그러한 사건들은 과거에도 알려져 있었지만, 청나라 관리들에 의해 강력하게 진압되었다. 이번 사건은 다르게 전개되었다. 산도가 체포를 위해 도시의 주요 수도원인 간당 사원에 도착했을 때, 라마들은 그와 그의 병사들에게 돌을 던져 그들이 퇴각하도록 강요했다. 산도는 제쮠담바 후툭투 (다양하게 철자가 표기됨), 몽골인들의 우르가 영적 지도자에게 이 사건의 주동자로 여겨지는 특정 라마를 넘겨달라고 요구했다. 후툭투는 거절했고 산도는 그에게 벌금을 부과했다. 이에 대해 몽골인들은 산도를 해임해달라고 청나라 정부에 탄원했지만 성공하지 못했다.
다른 사건들이 뒤따랐고, 이 모든 것은 산도의 권위가 약화되었음을 강조했다. 토그토흐 타이즈라는 하급 귀족은 소규모 무리와 함께 현지 몽골 관리들의 묵인 하에 동몽골의 여러 중국 상점들을 약탈했다. 산도는 토그토흐를 생포하기 위해 두 개의 병력 파견대를 보냈다. 그들은 몽골인 안내원에 의해 함정에 빠졌고, 대부분이 죽었다. 몽골 왕자들은 산도의 군대에 병사를 제공하는 것을 거부했다. 그리고 토그토흐가 습격한 호슌의 왕자는 산도의 요구에 따라 약탈당한 중국 상인들에게 보상금을 지불하는 것을 거부했다.

## 독립 결정

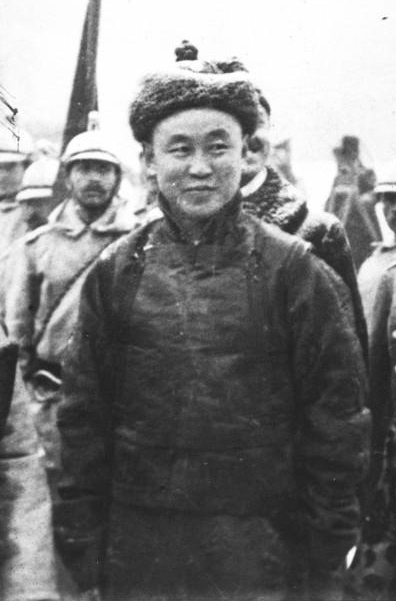
남난쉬렌 공

1911년 봄, 퇴그스오치린 남만쉬렌 공을 포함한 일부 저명한 몽골 귀족들은 제쮠담바 후툭투에게 독립 논의를 위해 귀족과 성직자 회의를 소집하도록 설득했다. 후툭투는 동의했다. 의심을 피하기 위해 그는 종교 축제를 핑계로 삼았고, 이때 모인 지도자들은 호슌 간의 세금 재분배 필요성을 논의할 예정이었다. 회의는 7월 10일에 열렸고 몽골인들은 청나라의 의지에 복종하는 것이 나을지 저항하는 것이 나을지 논의했다. 회의는 교착 상태에 빠졌고, 일부는 완전한 저항을, 다른 일부는 부분적인 저항을 주장했다. 18명의 귀족들은 직접 행동에 나서기로 결정했다. 우르가 외곽의 언덕에서 비밀리에 모인 그들은 몽골이 독립을 선언해야 한다고 결정했다. 그들은 그 후 후툭투를 설득하여 세 명의 저명한 대표자(세속 귀족, 성직자, 내몽골 평민 관리)로 구성된 대표단을 러시아에 파견하여 도움을 요청하게 했다. 귀족, 성직자, 평민으로 구성된 대표단의 특이한 구성은 임무에 국가적 합의감을 부여하기 위한 의도였을 수 있다.
상트페테르부르크에 파견된 대표단은 후툭투와 "할하부의 네 칸"의 이름으로 서명된 서한을 가지고 갔다. 이 서한은 중국에 대한 지원, 특히 무기를 요청했으며, 몽골인들이 그 순간 몽골로 진격하고 있다고 믿는 중국 부대에 대한 러시아 군대가 필요할 것임을 암시했다. 약속을 이끌어내기 위해 몽골인들은 경제적 양보를 약속했다. 서한 자체는 몽골인들이 러시아와 어떤 종류의 관계를 맺기를 원하는지 명확하지 않았다. 러시아는 외몽골을 자국의 영향권에 포함시키고 중국과 일본으로부터 보호하는 완충국으로 삼기를 원했지만, 결코 자국 제국의 일부로 만들 계획은 없었다. 러시아 정부는 몽골의 완전한 독립이 아닌 청나라 제국 내에서의 자치를 외교적 수단으로 지원하기로 결정했다. 그러나 돌아오는 대표단을 보호하기 위해 우르가의 영사관 경비를 강화했다.
당시 베이징 주재 러시아 공사는 몽골인들이 중국인 이주, 군사력 증강, 행정 재편에 대해 불평하며 상트페테르부르크에 대표단을 보냈다고 청나라 정부에 통보하라는 지시를 받았다. 그는 할하와 공유하는 국경을 고려할 때 러시아가 이러한 발전 상황에 대해 우려하지 않을 수 없으며, 이 경고를 무시할 경우 중국이 그 결과를 감수해야 할 것이라고 경고했다.
몽골의 러시아 사절단 파견 소식을 접한 청나라 정부는 산도에게 조사를 지시했다. 산도는 즉시 후툭투의 성직자 행정부(이흐 샤브) 수장인 에르데네 샨자브를 소환하여 설명을 요구했다. 에르데네 샨자브는 자신이 관련되지 않았다고 주장하며 전체 음모를 밝혔다. 산도는 후툭투에게 러시아 군대 요청을 철회하라고 요구했다. 후툭투는 산도가 신정을 해체하면 동의하겠다고 했다. 산도는 베이징에 지침을 요청하는 전보를 보냈고, 신정의 일부를 지연시킬 수 있다는 답변을 받았다.
산도는 우르가의 왕자들에게 러시아에 호소한 책임이 소수의 개인에게만 있다는 성명서에 서명하라고 명령했다. 왕자들은 그러한 선언을 구두로만 했다. 산도는 몽골인들에게 러시아 영사관과 더 이상 접촉하지 말라고 명령하며, 불복종 시 우르가에 추가 병력 500명을 파견하고 시내의 중국인들에게 무장시킬 것이라고 위협했다. 그는 후툭투의 궁전 주위에 러시아 방문객의 출입을 금지하는 명령을 내리고 보초를 세웠다. 그리고 러시아로 간 몽골 대표단이 돌아올 때 가로채기 위해 러시아-몽골 국경에 병력을 파견했다.

## 독립 선언
그때 중국 본토에서는 역사적인 사건들이 벌어지고 있었다. 10월 10일 우창에서 봉기가 일어났고, 소수 통치 계급에 대한 혁명이 시작되었다. 한 성이 연달아 청나라의 통치로부터 독립을 선언했다. 자신의 위치가 더 이상 유지될 수 없다고 생각한 산도는 베이징 정부에 사임을 허락해 달라고 전보를 보냈으나 그의 요청은 거절되었다. 한편 러시아로 간 몽골 대표단은 비밀리에 돌아와 일단의 왕자와 라마들에게 여행 결과를 보고했다. 그들은 지방 봉기에 비추어 몽골이 무엇을 해야 할지 후툭투에게 공동 건의문을 작성했다. 그는 몽골인들이 스스로 국가를 형성해야 한다고 조언했다.

### 임시 정부 수립
후툭투의 지지와 청나라의 임박한 붕괴에 힘입어, 저명한 할하부 귀족들이 이끄는 할하 임시 정부가 수립되었다. 11월 28일, 정부는 할하의 네 아이막(성)에 각각 1천 명의 병사를 동원할 것을 명령했다. 거의 즉시 이웃 호슌에서 500명의 병력이 우르가에 집결했다. 이틀 후, 산도는 할하 귀족들과 라마들의 이름으로 서명된 서한을 받았는데, 그 내용은 중국에서 분리주의 운동이 일어났고 "혁명당"의 중국군이 내몽골에서 우르가로 진군할 준비를 하고 있다는 소식을 들었다는 것이었다. 서한은 과거 청나라로부터 할하가 얻은 이익을 고려하여 후툭투가 황제를 방어하기 위해 베이징으로 진군할 4천 명의 병력을 동원하라고 명령했다고 계속해서 진술했다. 산도는 이 병사들에게 보급품과 무기를 제공해 달라는 요청을 받았다. 그는 3시간 안에 답변을 해야 했다. 답변은 오지 않았다. 이 얇은 기만을 포기하고, 귀족과 라마 대표단은 암반의 사무실을 방문하여 독립을 선언하고 후툭투를 황제로 옹립하기로 한 결정을 통보했다. 산도는 대표단에게 간청했다. 그는 일어난 일이 자신의 어리석음의 결과임을 인정하고 몽골의 완전한 자치를 권고하겠다고 약속했지만, 독립은 아니었다. 대표단은 메시지를 전달하러 온 것이지 논쟁하러 온 것이 아니라고 퉁명스럽게 대답했다. 산도는 24시간 이내에 나라를 떠나라는 명령을 받았다.
산도가 할 수 있는 일은 거의 없었다. 그는 병력이 150명에 불과했으며, 그 병력조차 체불된 급여 때문에 반항적인 분위기였다. 다음날, 그의 병사들은 몽골 민병대와 미래의 아타만 그리고리 세묘노프가 지휘하는 영사 호위대의 러시아 카자크에 의해 무장 해제되었다. 산도와 그의 참모들은 안전을 위해 러시아 영사관 건물로 이동했다.
1911년 11월 30일, 몽골인들은 할하 임시 정부를 수립했다. 12월 1일, 할하 임시 정부는 청나라 통치의 종식과 제쮠담바 후툭투 아래 신정 정치 수립을 알리는 일반 선언을 발표했다.

### 복드 칸의 즉위
12월 29일, 후툭투는 신생 몽골 국가의 복드 칸("대칸" 또는 "황제")으로 정식으로 즉위했다. 이는 복드 칸 시대를 열었다. 바르가, 다리강가, 허브드, 후브스굴 지역, 일리 지역(중가리아)의 26개 호슌, 상몽골 29개 호슌 중 24개 호슌, 내몽골 49개 호슌 중 35개 호슌 모두 복드 칸의 몽골 통일 요구를 지지하는 성명을 보냈지만, 실제로는 대부분 너무 신중하거나 결단력이 없어 복드 칸 정권에 합류를 시도하지 않았다.
12월 5일, 산도는 러시아 호위를 받으며 몽골을 떠났다. 이후 나머지 국가의 중국 권위는 빠르게 붕괴되었다. 같은 달 후반 또는 1912년 1월(자료마다 다름) 서몽골의 올리아스타이 군사 총독과 그의 참모 및 군사 경비대는 코사크 병력의 보호 아래 평화롭게 떠났다.

## 전투

### 허브드 전투
틀:Expand Mongolian
청나라의 허브드 부군사령관은 신장 위구르 자치구로부터의 증원을 바라며 몽골 혁명에 저항하기로 결정했다. 병력은 너무 늦게 도착했고, 도시는 몽골군에게 포위되었으며, 증원 분견대는 궤멸되었다. 1912년 8월, 그의 요새는 몽골군에게 함락되었고, 그는 그의 참모들과 함께 코사크의 호위를 받으며 나라를 떠났다. 이 전투 후, 외몽골 전체가 청나라 정권으로부터 해방되었다.

### 다섯 갈래 전투
틀:Expand Mongolian
복드 칸 정부는 독립 선언을 내몽골의 귀족들에게 즉시 알렸다. 내몽골 일부 지역에서도 무장 봉기가 일어났다. 내몽골 왕자들의 선동에 따라 복드 칸 정부는 군대를 남쪽으로 보내 내몽골을 무력으로 점령하기로 결정했다. 중국 정부 역시 내몽골을 통제하기 위해 무력을 사용했다. 1913년 초, 몽골군은 다섯 갈래로 내몽골에 대한 공세를 시작하여 광범위한 승리를 거두었다. 1913년 10월까지 몽골군은 내몽골 서부의 리그와 기를 거의 통제했지만, 동시에 후방 보급 중단 상황에 직면하기 시작했다. 같은 달 말, 중국군이 반격을 시작했다. 몽골군은 더 이상 군사 작전을 시작할 수 없었고 연말에 내몽골에서 철수하기 시작했다. 몽골군이 패배한 주요 원인은 무기 부족과 러시아 정부의 전쟁에 대한 강력한 반대였다.

## 러시아의 역할

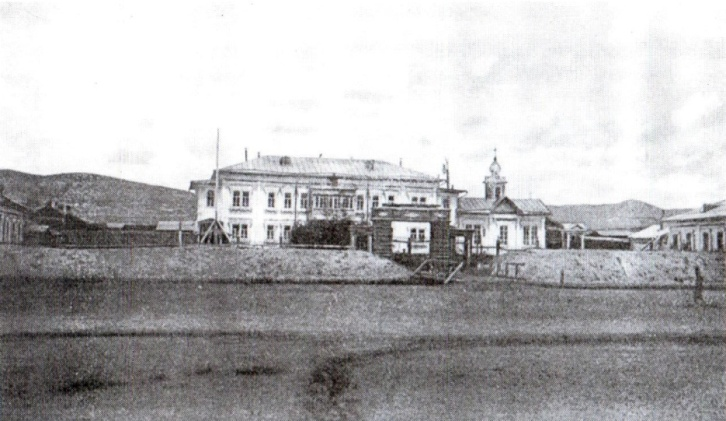
후레의 러시아 영사관

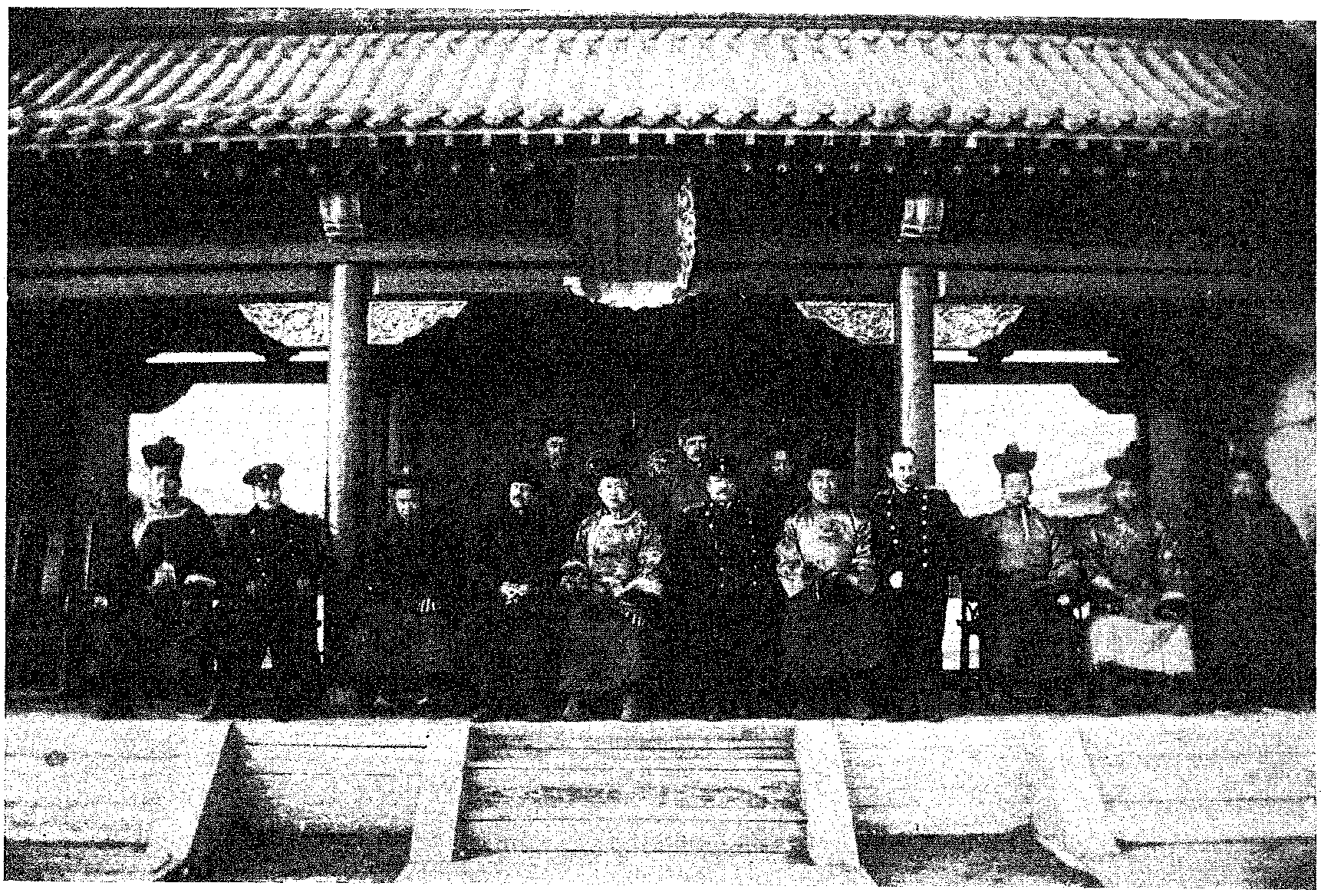
1912년 11월 우르가에서 러몽 협정 체결 후 찍은 러시아와 몽골 관리들 그룹 사진. 러시아는 몽골의 자치를 조심스럽게 인정하고 무역 양보를 얻는다.

몽골 혁명은 대체로 질서 있는 권력 이양이었다. 몽골 내 청나라 당국의 현실주의와 이들 당국과 중국 군대에 보호를 제공한 러시아 군대의 존재 덕분이었다.
이 혁명(그리고 나중에 1921년 혁명)에서 러시아의 역할은 논란의 여지가 있다. 특히 중국 역사가들은 종종 1911년 사건을 "차르의 도발과 조작"의 산물로 설명했다. 그러나 이러한 결론은 러시아와 몽골의 기록 보관 자료와 모순된다. 외몽골의 독립 운동은 몽골인들을 한족으로 동화시키려는 새로운 청나라 정책에 대한 반응이었다. 러시아 제국 정부는 외몽골을 시베리아의 러시아 국경에 대한 중국과 일본의 영향력에 대한 완충국, 즉 중국의 종속국 또는 자치 지역으로 보는 것을 선호했다. 이 혁명은 또한 몽골인들의 민족주의 의식이 커지고 그들만의 민족 국가를 형성하려는 욕구를 반영했으며, 이는 당시 중국에서도 활동하던 정치적, 사회적 세력이었다.
내몽골 자치구의 상황은 달랐다. 그곳에서는 몽골 활동가들이 외몽골의 독립에 동참할 준비를 하고 있었음에도 불구하고 중국 당국이 권력을 유지했다. 친청 왕정당의 구성원들은 내몽골의 독립을 지지하는 것으로 알려졌으며, 일부는 만주뿐만 아니라 외몽골과 내몽골을 포함하는 군주제 국가를 주장했다. 특히 내몽골 카라친 기의 지도자인 군상노르부는 1911년 12월 일본과 긴밀한 관계를 맺었다. 그와 다른 내몽골 왕자들은 대출을 받고 일본에 광산 채굴권을 약속했으며 주요 무기 선적을 받았다.

## 혁명의 지도자 및 주요 인물
- 퇴그스오치린 남만쉬렌 - 외몽골
- 다 람 체렌치메드 - 외몽골
- 제8대 제쮠담바 후툭투 - 외몽골
- 잘칸즈 쿠타그트 소드노민 담딘바자르 - 외몽골
- 미지드도리지인 칸드도르즈 - 외몽골
- 만라이바타르 담딘쉰렌 - 바르가 몽골, 군사 지도자
- 카탄바타르 마그사르자브 - 외몽골, 군사 지도자
- 바얀퇴뫼린 카이샨 - 내몽골
- 토그토흐 타이즈 - 내몽골 고를로스 족장, 중국과 싸웠다.
- 수미야 베이스 - 일리 지역(중가리아)의 차가르 족장, 271명과 함께 몽골에 왔다.
- 훌레그 베이스 - 상몽골 대표
- 우다이 반 - 내몽골, 1913년에 동몽골 독립 선언을 작성했다.
- 바부자브 - 내몽골 하르친 족장, 1915년까지 중국과 싸웠다.

## 같이 보기
- 신해혁명
- 1921년 몽골 혁명, 신정 정치에서 공산주의로의 전환
- 1990년 몽골 혁명, 공산주의에서 민주주의로의 전환
- 청나라 치하 몽골
- 복드 칸국
- 외몽골 점령
- 독립기념일 (몽골)

## 참고

### 내용주
1. ↑  몽골어: Үндэсний эрх чөлөөний хувьсгал, ᠦᠨᠳᠦᠰᠦᠨ ‍ᠦᠡᠷᠬᠡᠴᠢᠯᠦᠭᠡᠨ ‍ᠦᠬᠤᠪᠢᠰᠬᠠᠯ, mn

- Boyd, James (2011). 《Japanese-Mongolian Relations, 1873-1945: Faith, Race and Strategy》. Folkestone: Global Oriental (Brill). ISBN 978-1-906876-19-7.